# Abdelkader Amara
Pour les articles homonymes, voir Amara.
 (mars 2020).
Dr Abdelkader Amara, né le 28 janvier à Bouarfa et originaire de l'OASIS magnifique de FIGUIG, est un homme politique marocain. Il n'est plus affilié au Parti de la Justice et du développement (PJD) depuis le 25 septembre 2023. Laureat de l'Institut Agronomique et Vétérinaire Hassan-II (RABAT).

## Biographie
Il est ancien ministre de l'Industrie, du Commerce et des Nouvelles Technologies du 4 janvier 2012 au 10 octobre 2013 dans le gouvernement de Benkiran I et ministre de l’Énergie, des Mines, de l’Eau et de l’Environnement du 10 octobre 2013 au 21 octobre 2016 dans le gouvernement de Benkiran II.

De 2017 à 2021, il est ministre de l'Équipement, du Transport, de la Logistique et de l’Eau dans le gouvernement El Othmani I-II. Outre ses fonctions de Ministre de l'Equipement, du Transport, de la Logistique et de l'Eau, le Dr. AMARA a également été Ministre de la Santé par intérim du 30 octobre 2017 au 22 janvier 2018 après le limogeage de Houcine El Ouardi et Ministre de l'Économie et des Finances par intérim du 2 au 19 août 2018 dans le gouvernement El Othmani I après le limogeage de Mohamed Boussaid.